# Sákih
Sákih (persky صاعقه‎) nebo také Saeqeh (česky Blesk) je íránský jednomístný dvoumotorový stíhací letoun odvozený z amerického letounu Northrop F-5.. Tento letoun byl poprvé testován v roce 2007.

## Historie
Stíhací letoun Sákih je vyráběn závodem HESA ve městě Šáhín v provincii Esfahán. První prototyp byl představen ve státní televizi (IRINN) v červenci 2004 a v roce 2006 byl letoun zařazen do výzbroje íránského vojenského letectva.

## Konstrukce
Trup je vyroben na základě amerického letounu F-5, ale křídlo je o 15 % větší než u amerického letounu. V letounu jsou instalovány ruské proudové motory RD-33 používané i v letounech MiG-29.